# Wapen van Hessen

Land Hessen

Het wapen van Hessen is sinds eeuwen het wapen van Hessen, een gebied in Midden-Duitsland.

## Het wapen van het landgraafschap Hessen in 1264

landgraafschap Hessen
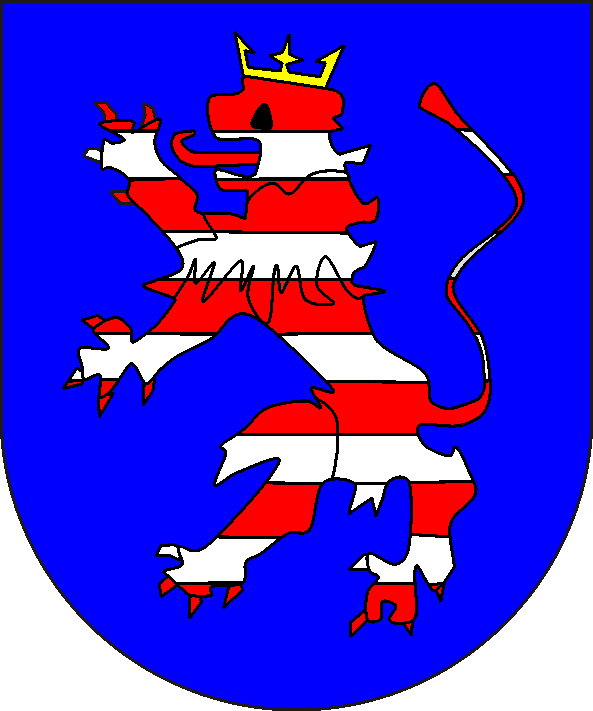
landgraafschap Thüringen

Na de dood in 1247 van Hendrik Raspe, landgraaf van Thüringen, brak de Thüringse Successie Oorlog uit. Uiteindelijk leidde dit tot een verdeling van het land in 1264 in twee delen: het landgraafschap Thüringen en het landgraafschap Hessen. De wapens van beide landgraafschappen getuigen van de gemeenschappelijke oorsprong: bij Hessen is de leeuw 10 keer zilver-rood gedeeld en bij Thüringen is de leeuw omgekeerd gekleurd.

## Het wapen van Hessen van 1450 tot 1479

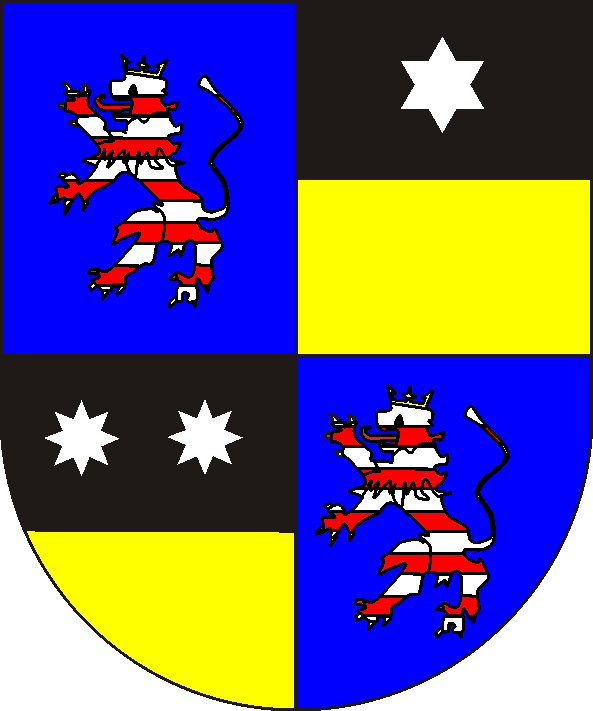
Hessen 1450-1479
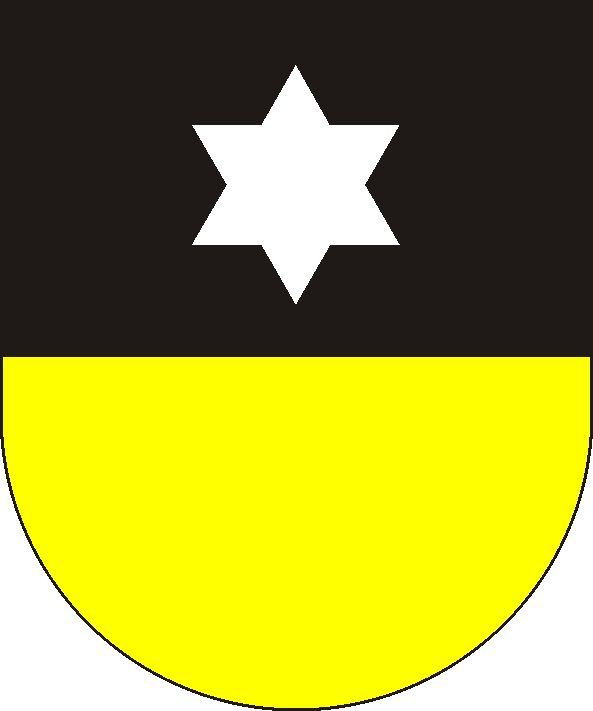
graafschap Ziegenhain
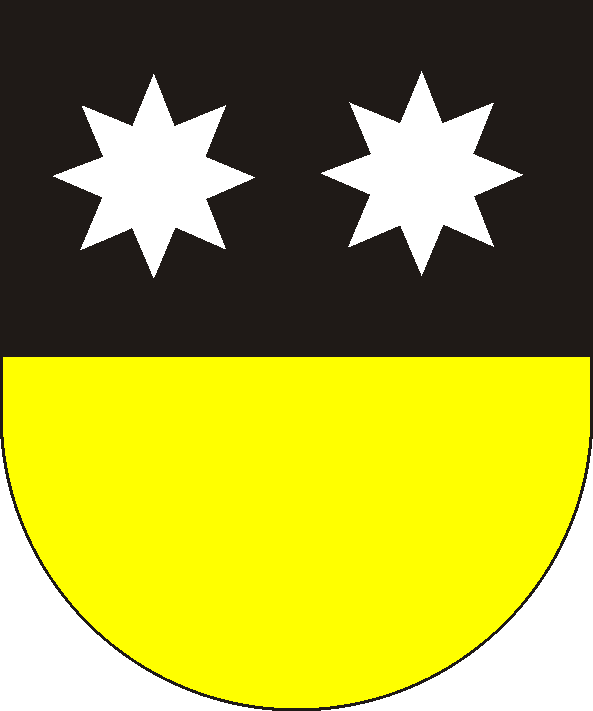
graafschap Nidda

Na het verwerven van de graafschappen Ziegenhain en Nidda in 1450 werd het wapen met de velden van deze graafschappen uitgebreid.

## Het wapen van Hessen van 1479 tot 1642

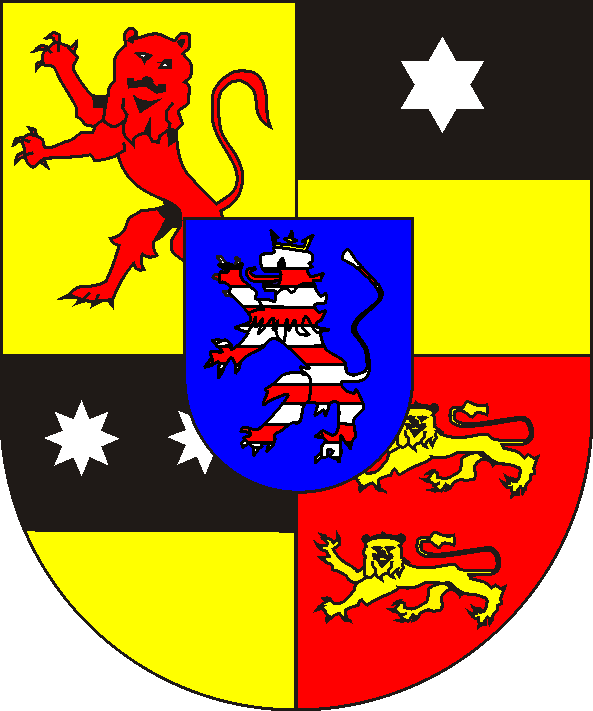
Hessen 1479-1642
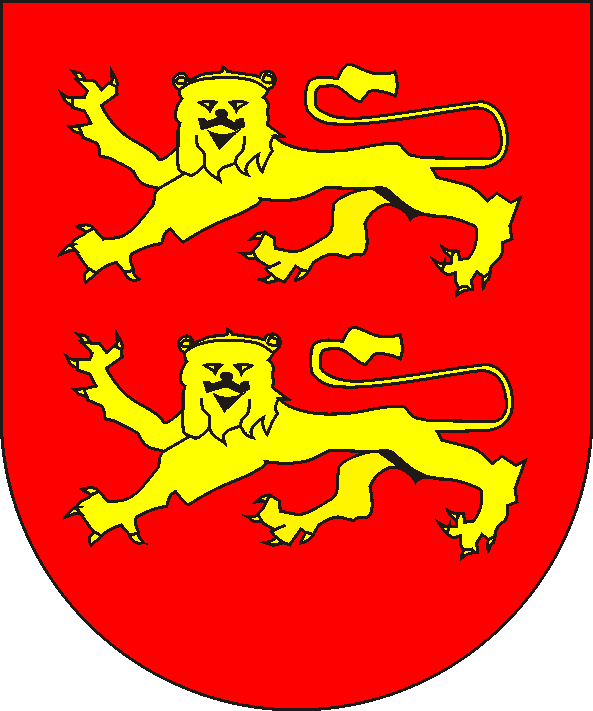
graafschap Diez
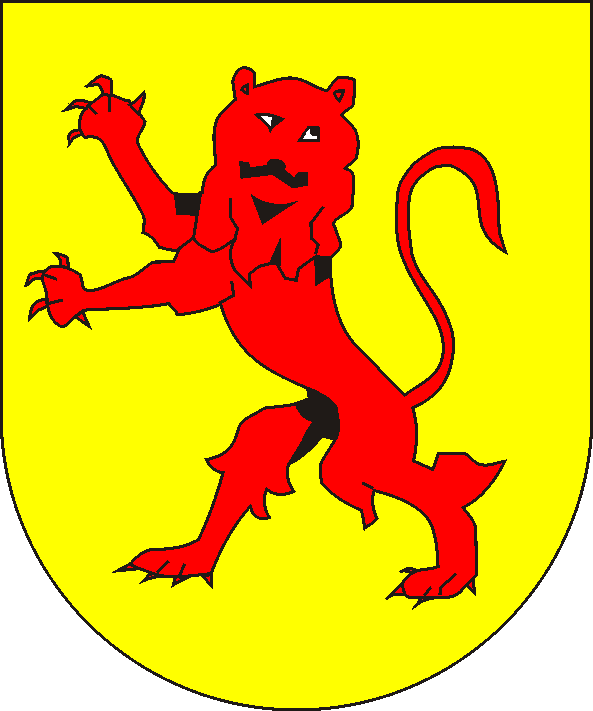
graafschap Katzenelnbogen

Na het uitsterven van de graven van Katzenelnbogen in 1479 brak er een erfstrijd tussen Hessen en Nassau uit: de graafschapen Katzenelnbogen en Diez. Deze strijd werd grotendeels door Hessen gewonnen, maar de graven van Nassau en de prinsen van Oranje-Nassau bleven de titels en wapens van beide graafschappen voeren. De verdeling van Hessen in 1567, waardoor de landgraafschappen Hessen-Kassel en Hessen-Darmstadt ontstonden had in eerste instantie geen invloed op de wapens die beide landen voerden.

## Het wapen van de beide Hessens in 1648

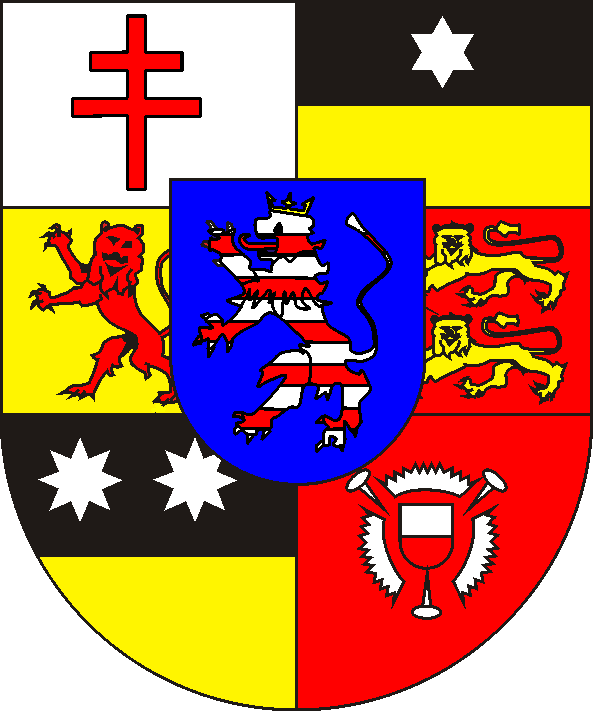
Hessen na 1648
vorstendom Hersfeld
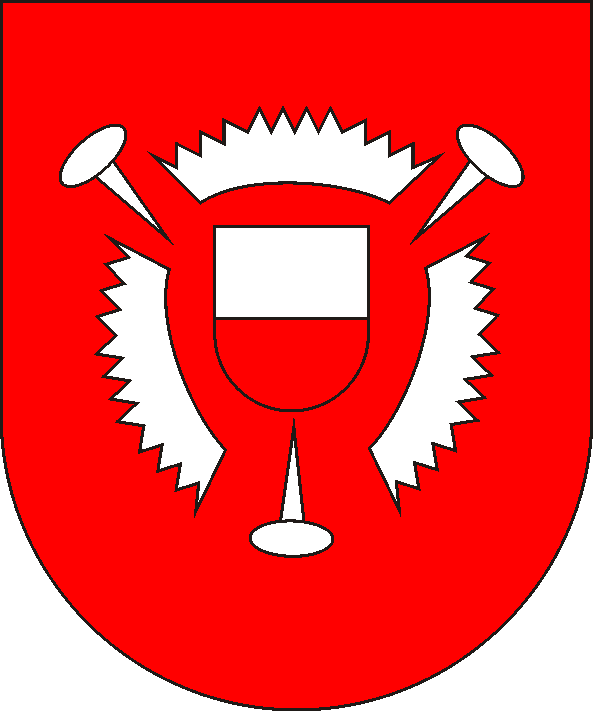
graafschap Schaumburg

In 1622 stierf het huis Holstein-Schaumburg uit. Er brak een erfstrijd uit om het graafschap Schaumburg, dat uiteindelijk verdeeld werd tussen een heer uit het huis Lippe, die zich van Schaumburg-Lippe ging noemen, en de landgraaf van Hessen-Kassel.
Het wapen van Schaumburg is in principe identiek aan het wapen van Holstein, zodat dit wapen is terug te vinden bij Denemarken, Hessen en Schaumburg-Lippe.
De Westfaalse Vrede in 1648 leverde Hessen-Kassel de geseculariseerde abdij Hersfeld op als wereldlijk vorstendom.
Hoewel het halve graafschap Schaumburg en het vorstendom Hersfeld aan Hessen-Kassel kwamen, voerde ook Hessen-Darmstadt deze velden in zijn wapen.

## Het wapen van Hessen-Kassel (1736)

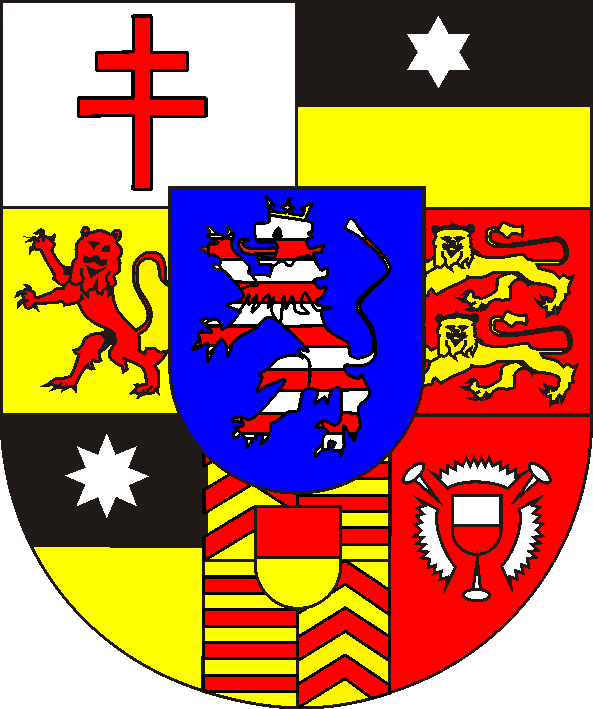
Hessen-Kassel na 1736
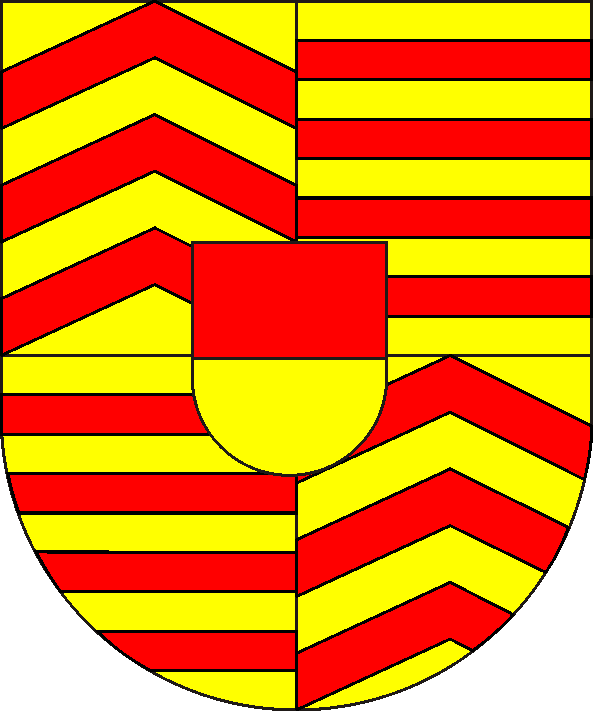
Hanau-Münzenberg
graafschap Hanau
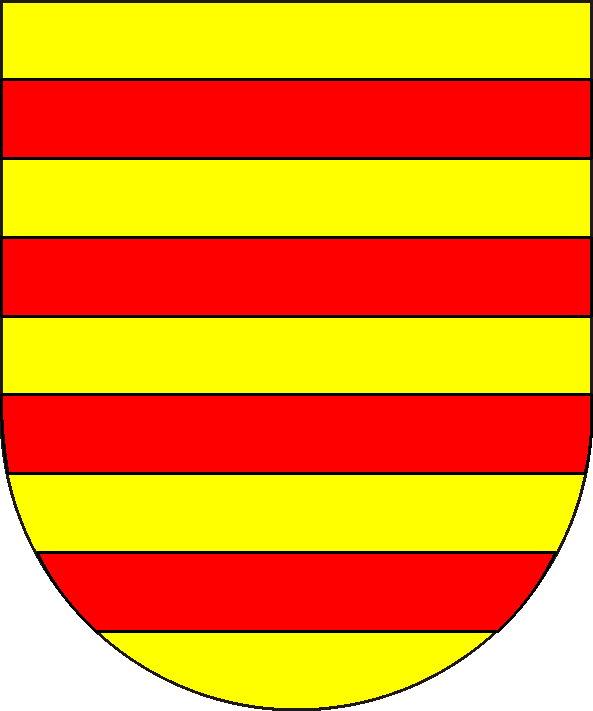
graafschap Rieneck
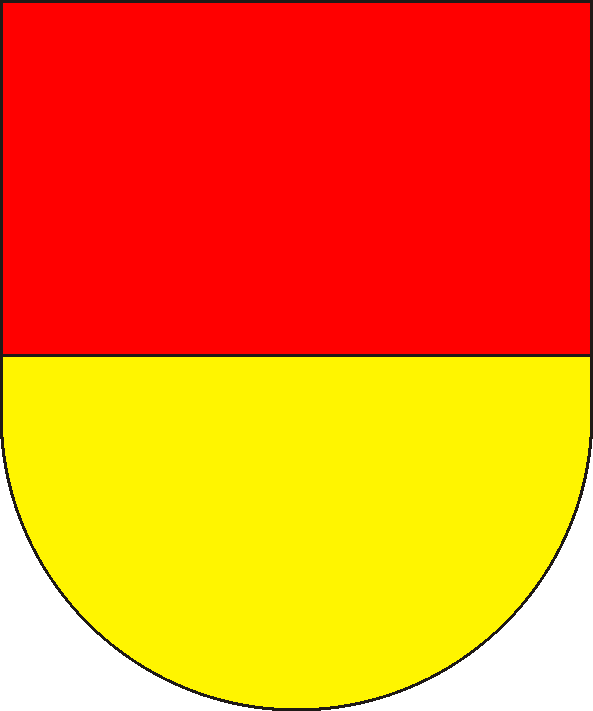
graafschap of heerlijkheid Münzenberg

Na het uitsterven van de graven van Hanau in 1736 kwam het graafschap Hanau-Mïnzenberg aan Hessen-Kassel. Het wapen van Hanau-Münzenberg bestond uit velden voor de graafschappen Hanau, Rieneck en Münzenberg. Het totale wapen werd opgenomen in het wapen van Hessen-Kassel

## Het wapen van het keurvorstendom Hessen van 1803

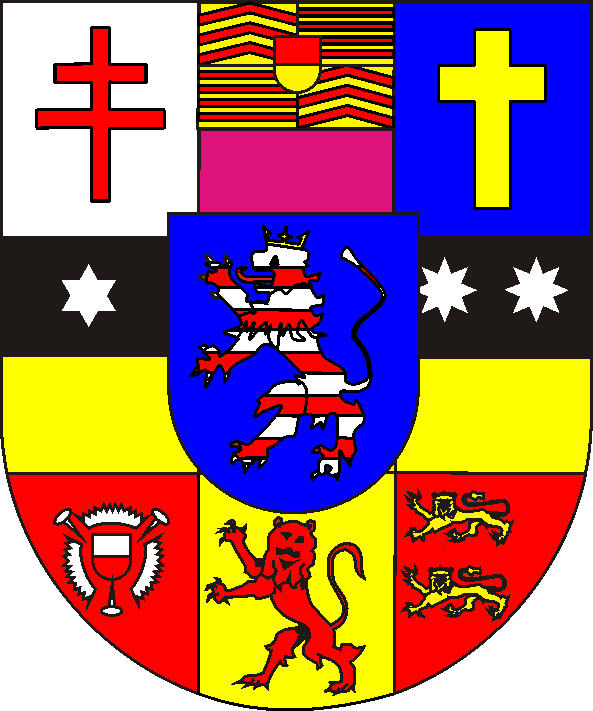
keurvorstendom Hessen (1803)
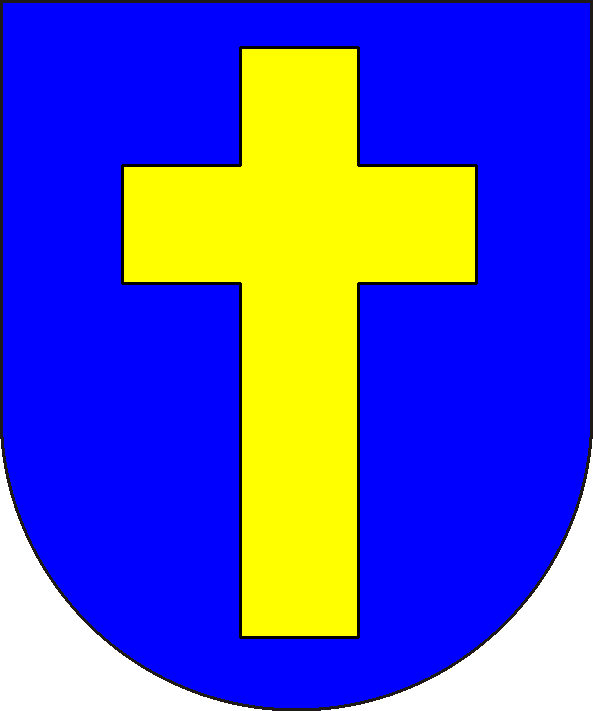
vorstendom Fritzlar

De Reichsdeputationshauptschluss van 1803 leverde Hessen-Kassel de keurvorstelijke waardigheid op. In het Heilige Roomse rijk was aan ieder keurvorstendom een aartsambt gekoppeld, welk ambt bij de wereldlijke keurvorsten gesymboliseerd werd in het wapen. Het keurvorstendom Hessen is nooit meer toegekomen aan een aartsambt, want in 1806 werd het Heilige Roomse Rijk opgeheven. Boven het middenschild was ruimte gereserveerd voor het toekomstige aartsambt. Van het keurvorstendom Mainz werd de exclave Fritzlar verworven. Onder de titel vorstendom werd dit gebied ingelijfd.

## Het wapen van het keurvorstendom Hessen (1815-1866)

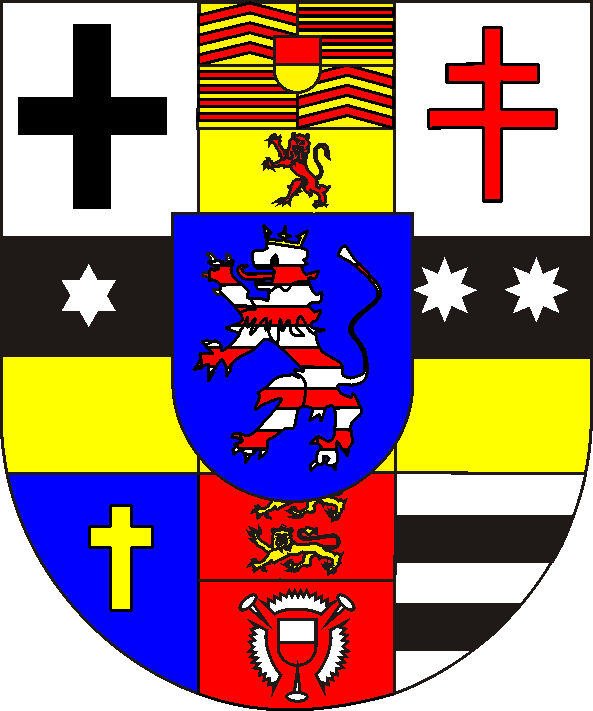
keurvorstendom Hessen-Kassel
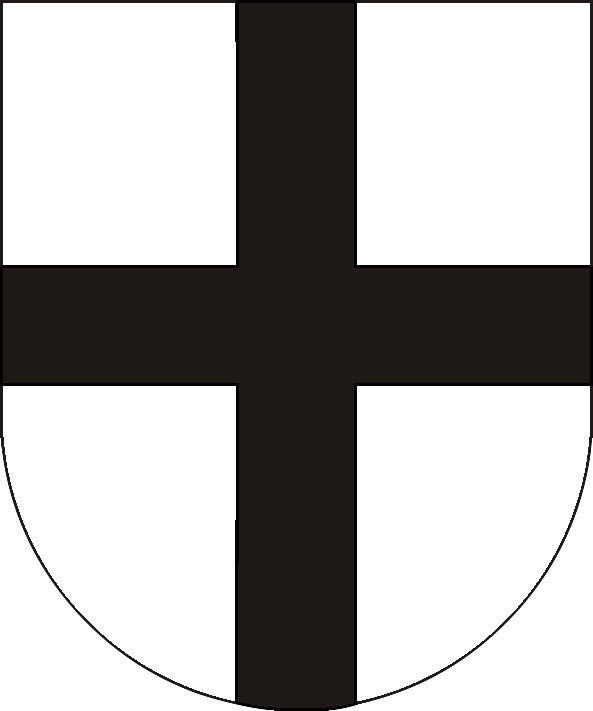
groothertogdom Fulda
graafschap Isenburg

Bij het herstel van Hessen-Kassel in 1815 moest het graafschap Hanau worden afgestaan. Als compensatie werden het vorstendom Fulda en een deel van het graafschap Isenburg verworven. De keurvorst verlangde de titel koning van Hessen, maar het Congres van Wenen vond de titel groothertog gepaster. De keurvorst bleef zijn zinloze titel voeren, maar werd wel groothertog van Fulda. In 1866 kwam er een eind aan het keurvorstendom. Het land werd geannexeerd door Pruisen en ging deel uitmaken van de provincie Hessen-Nassau.

## Het wapen van Hessen-Darmstadt (1768)

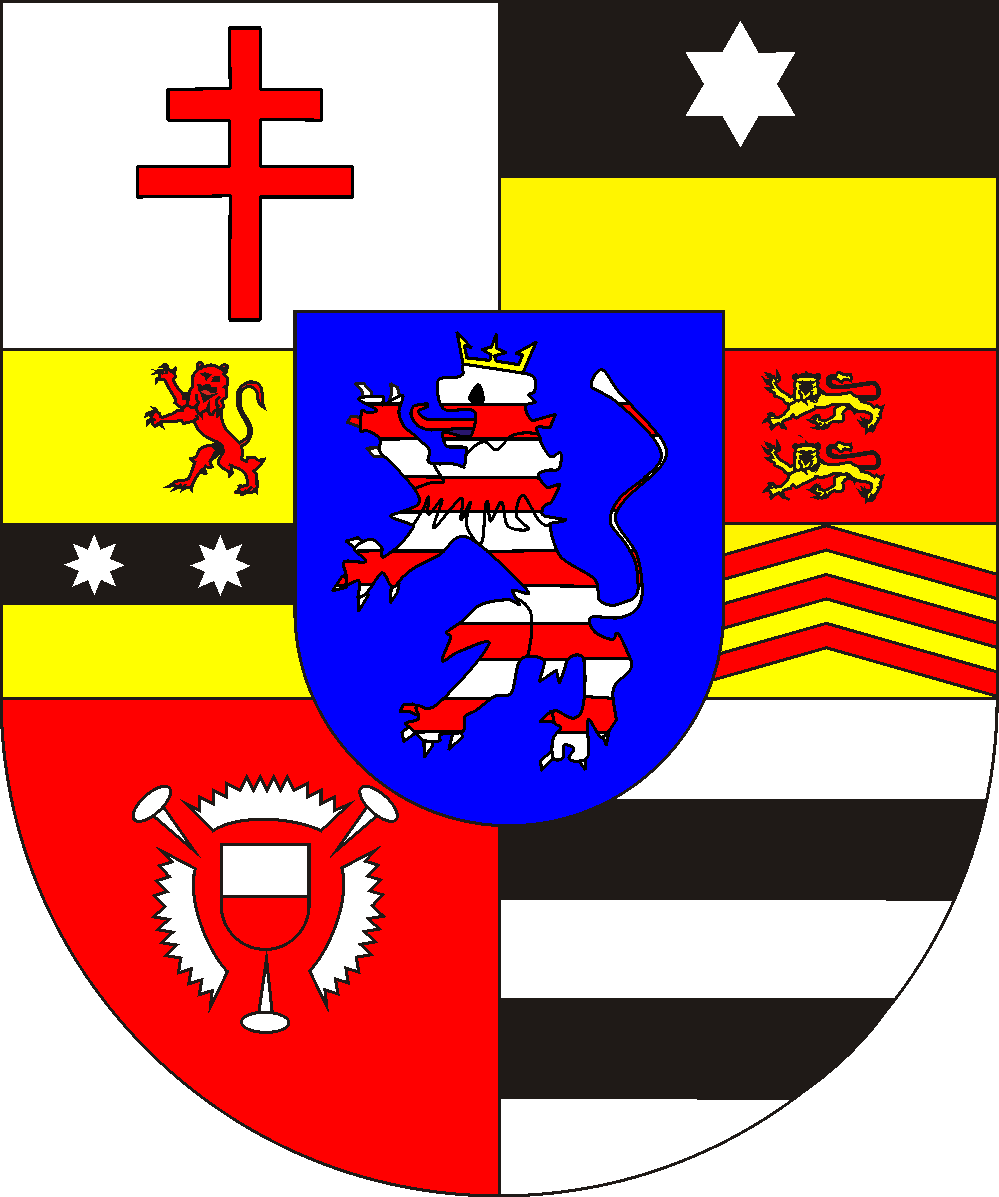
Hessen-Darmstadt (1768)

Sinds 1642 voerde de landgraaf ook de titels graaf van Isenburg en Büdingen. Hessen-Darmstadt kreeg in 1635 van de keizer het graafschap Büdingen ten koste van de graven van Isenburg toegewezen. In 1642 werd een deel teruggegeven, maar er bleef een strijd tot 1710. In 1710 werd een verdrag gesloten, waarbij de toestand van 1642 grotendeels werd gehandhaafd. In 1659 ging de landgraaf de titels vorst van Hersfeld en graaf van Schaumburg voeren, de twee gebieden die omstreekss 1648 bij Hessen-Kassel waren gevoegd. In 1768 werd de titel graaf van Hanau toegevoegd. In tegenstelling tot Hessen-Kassel voerde Hessen-Darmstadt alleen het stamwapen van Hanau en niet de wapens van Rieneck en Münzenberg.

## Het wapen van Hessen-Darmstadt van 1795

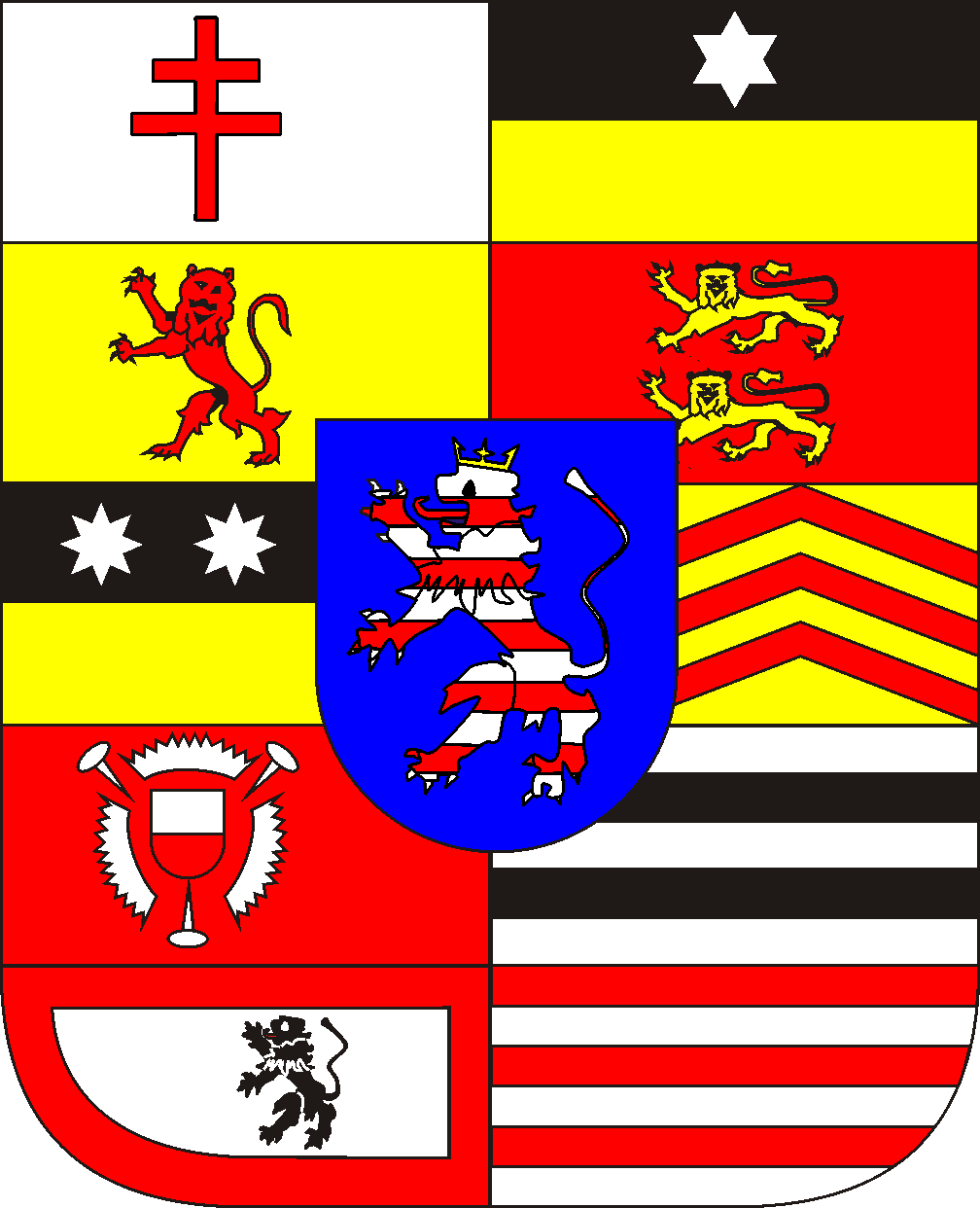
Hessen-Darmstadt (1795)
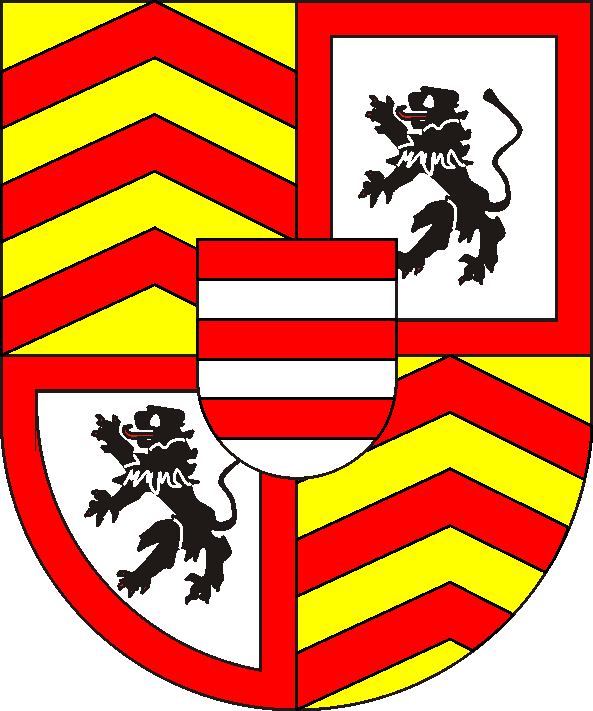
Hanau-Lichtenberg (1597)
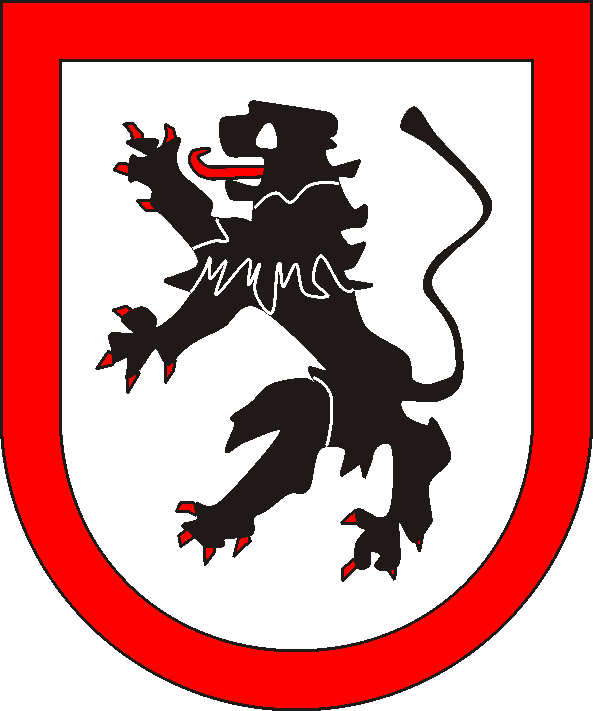
heerlijkheid Lichtenberg
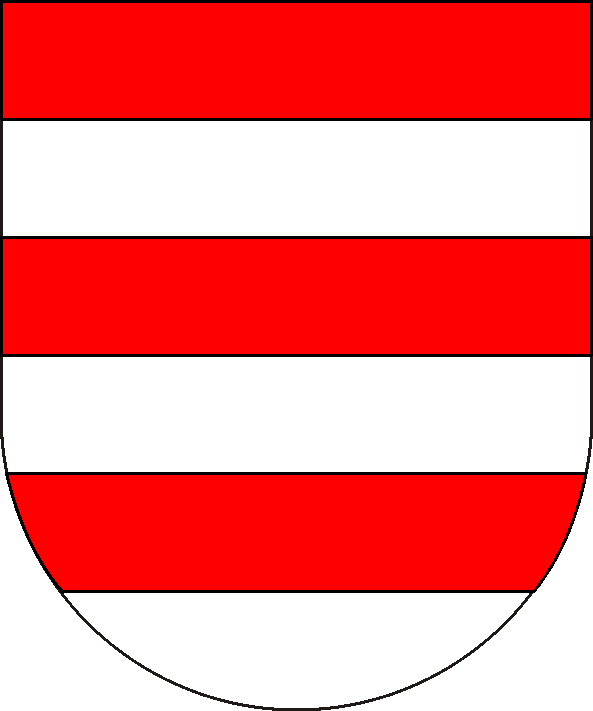
heerlijkheid Ochsenstein

## Het wapen van Hessen-Darmstadt van 1803

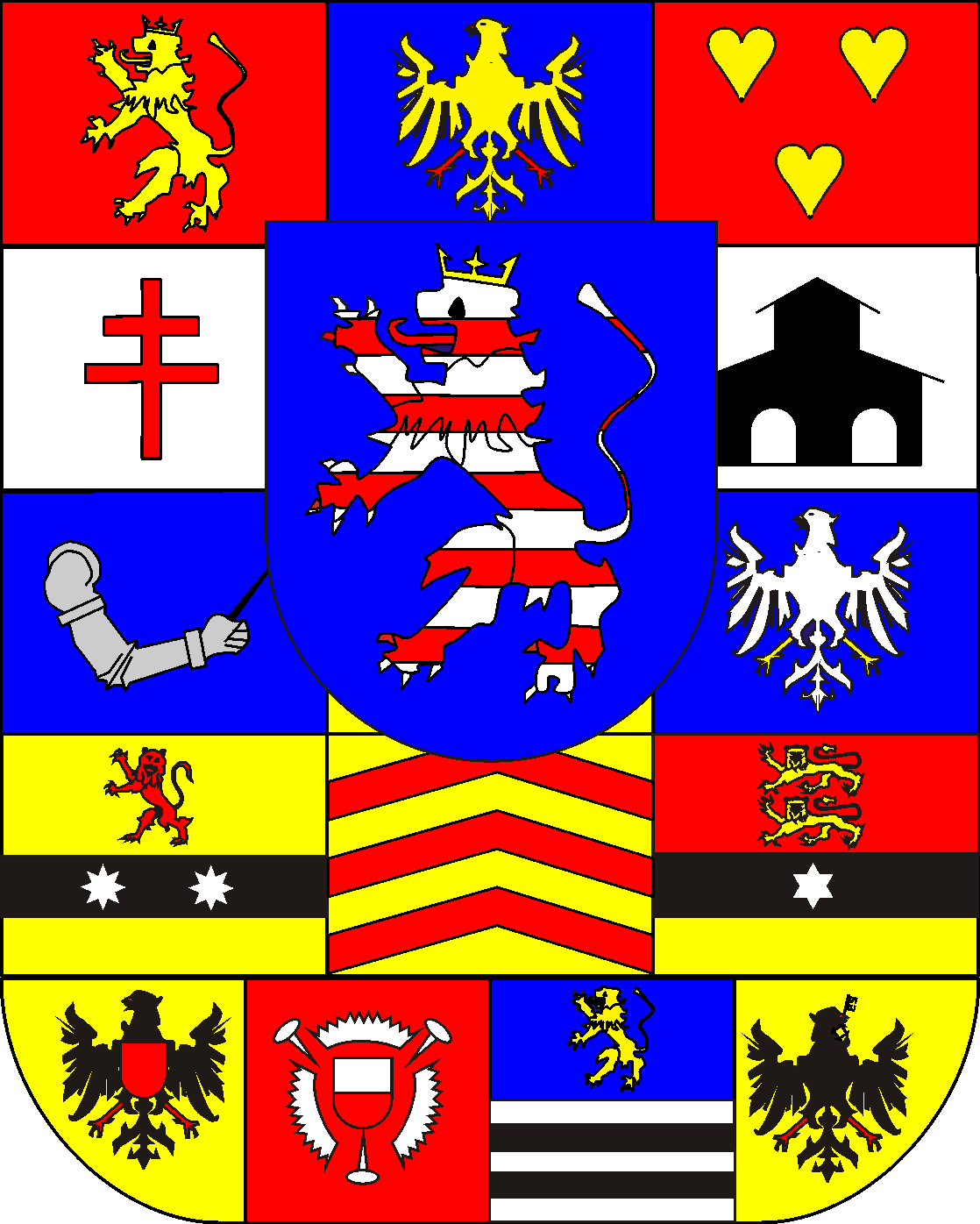
landgraafschap Hessen
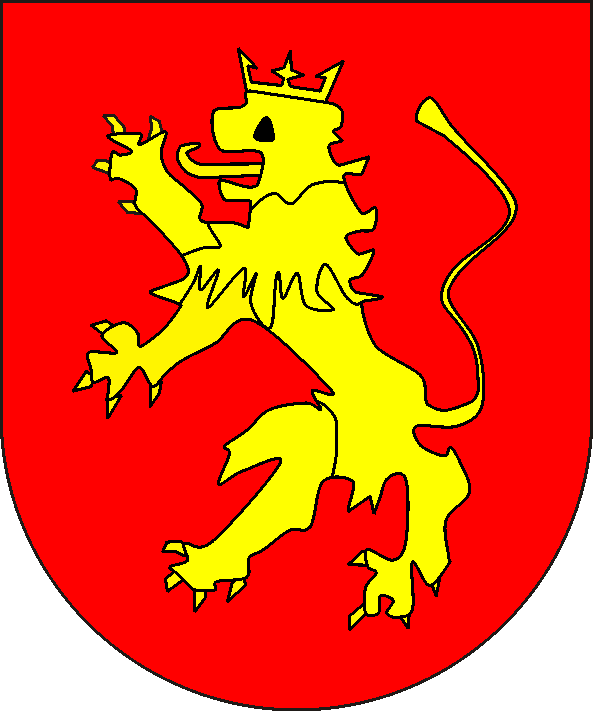
vorstendom Starkenburg
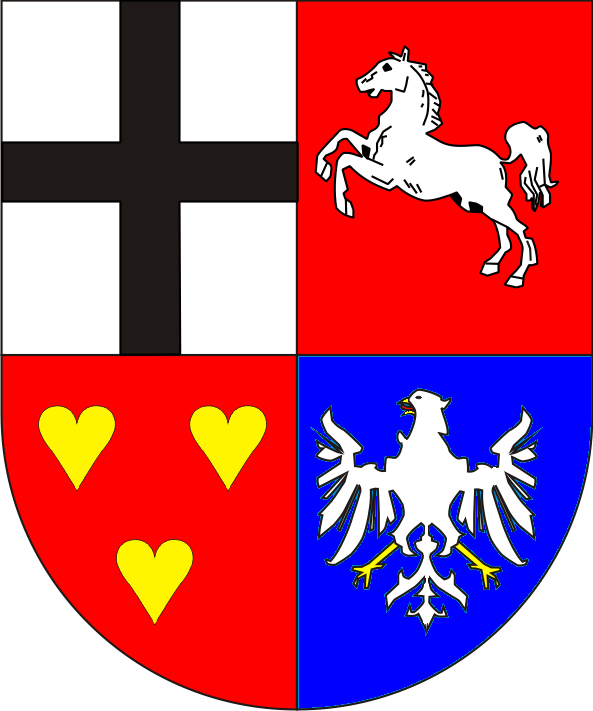
keurvorstendom Keulen tot 1803
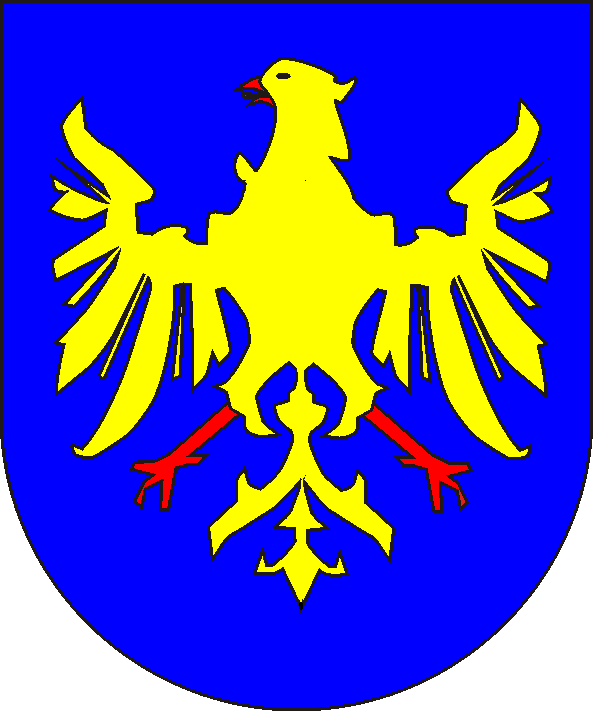
hertogdom Westfalen
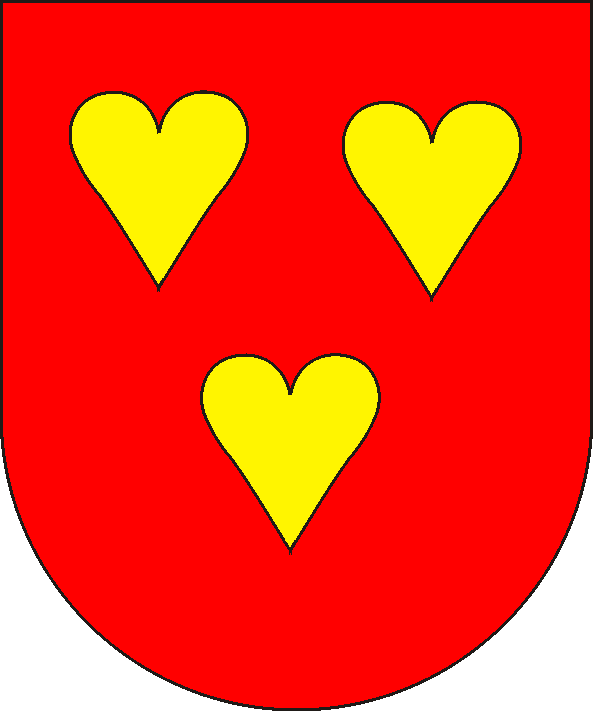
hertog van Engern
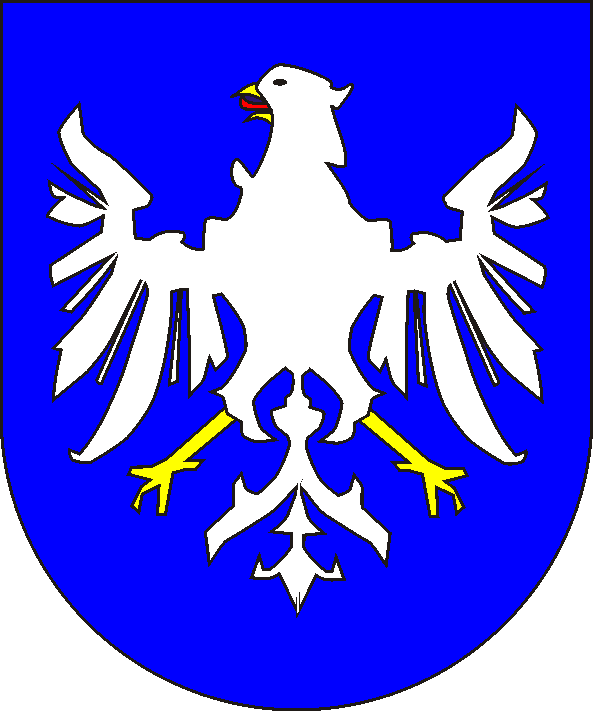
graafschap Arnsberg
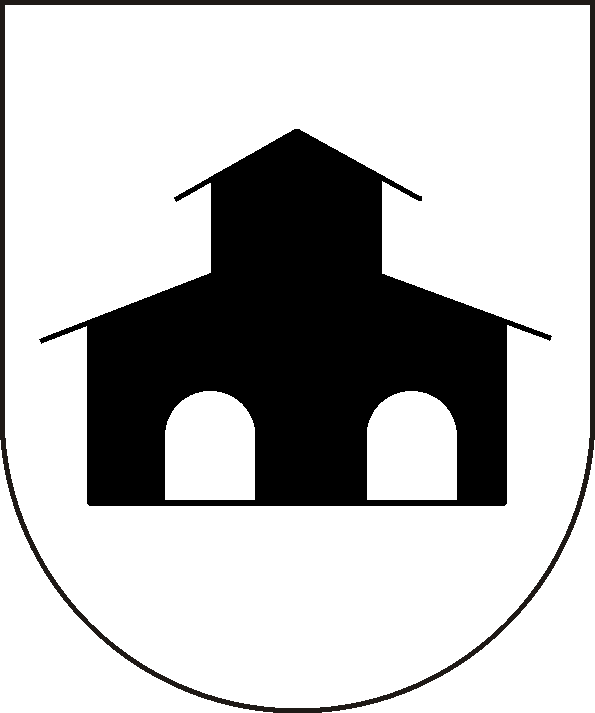
Starkenburg?
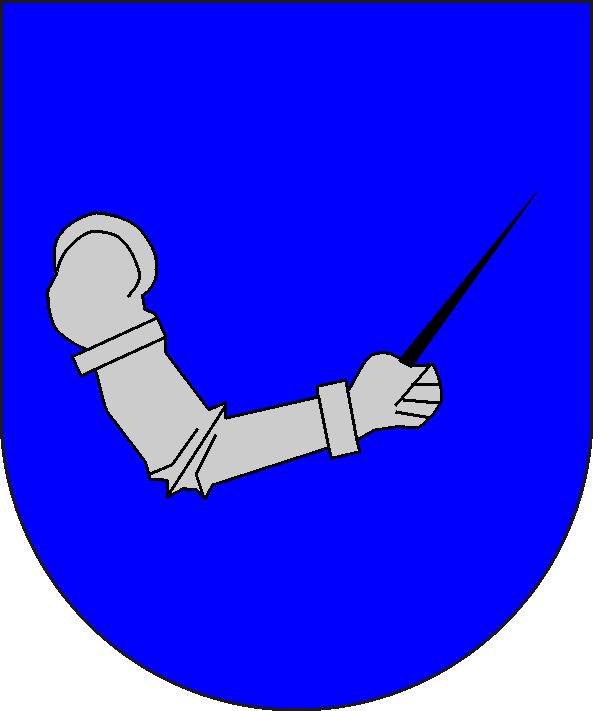
rijksvoorvechter
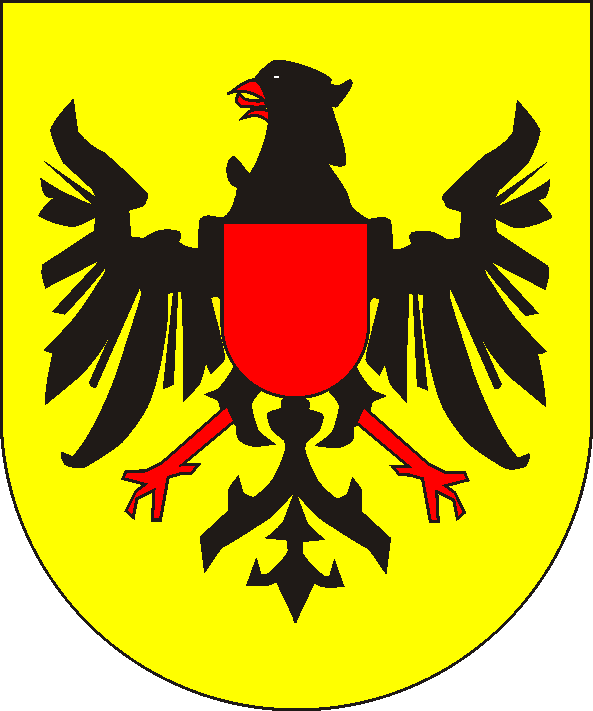
burggraafschap Friedberg
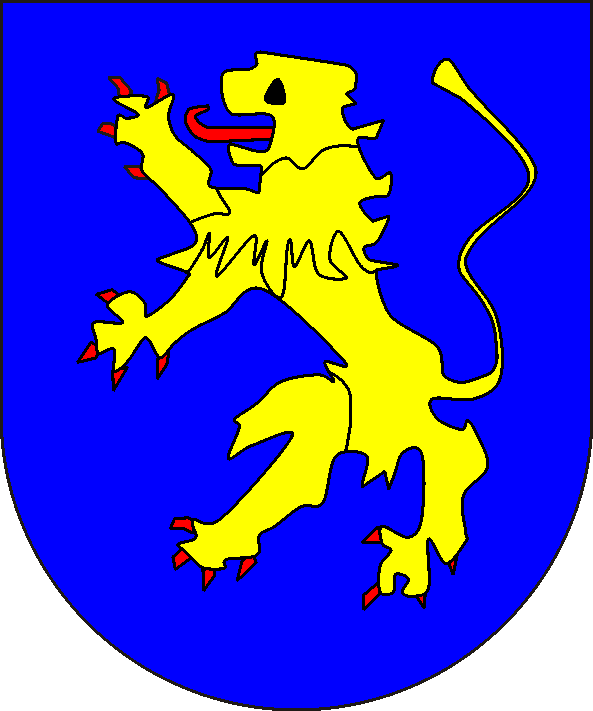
Hardeck
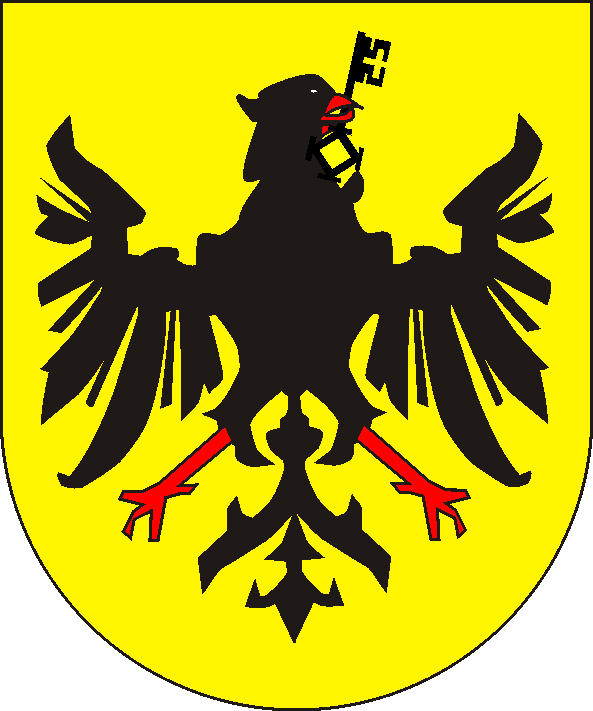
rijksstad Wimpfen

Titel (1803): landgraaf in Hessen, hertog in Westfalen en Engern, paltsgraaf aan de Rijn, vorst te Hersfeld en Starkenburg, graaf te Arnsberg, Rijks Voorvechter tussen Rijn en Wezer van het Heilige Roomse Rijk, graaf te Katzenelnbogen, Dietz, Ziegenhain, Nidda, Hanau, Schaumburg, Isenburg en Büdingen, heer te Friedberg en Wimpfen, etc.
In 1803 werd door de Reichsdeputationshauptschluss het grondgebied van Hessen-Darmstadt sterk uitgebreid. Van de nieuwe gebieden was het oude hertogdom Westfalen het belangrijkst. Het vormde een afzonderlijke provincie. De wapens die door de keurvorst van Keulen waren gevoerd als hertog van Westfalen werden min of meer overgenomen: het hertogdom Westfalen (gebruikt echter werd het wapen van het paltsgraafschap Saksen), het hertogdom Engern en het graafschap Arnsberg. Ook de titel rijksvoorvechter tussen Rijn en Wezer was afkomstig uit deze groep en wel van het graafschap Arnsberg.
In de rijksdag kreeg de landgraaf een zetel onder de titel vorst van Starkenburg. Bij de administratieve hervormingen werd de provincie ten zuiden van de Main ook Starkenburg genoemd. Het wapen voor het nieuwe vorstendom kreeg de eerste plaats in het grote wapen. Verder werd de rijksstad Wimpfen bij Hessen gevoegd. Deze stad bleef nog lang een exclave.

## Het wapen van het groothertogdom Hessen und bei Rhein
In 1806 trad de landgraaf toe tot de Rijnbond en werd verheven tot groothertog. De titel werd vereenvoudigd tot groothertog van Hessen, hertog in Westfalen, etc. Het wapen werd teruggebracht tot één veld: de rood-witte leeuw in een blauw veld. De leeuw was wel voorzien van een zwaard en de groohertogelijke kroon.
Door het Congres van Wenen in 1815 verloor Hessen de provincie Westfalen aan Pruisen. Ter compensatie werd op de linker Rijnoever een nieuwe derde provincie verkregen: Rhein-Hessen. De titel werd nu groothertog van Hessen en aan de Rijn.

## Het grote wapen van Hessen van 1904

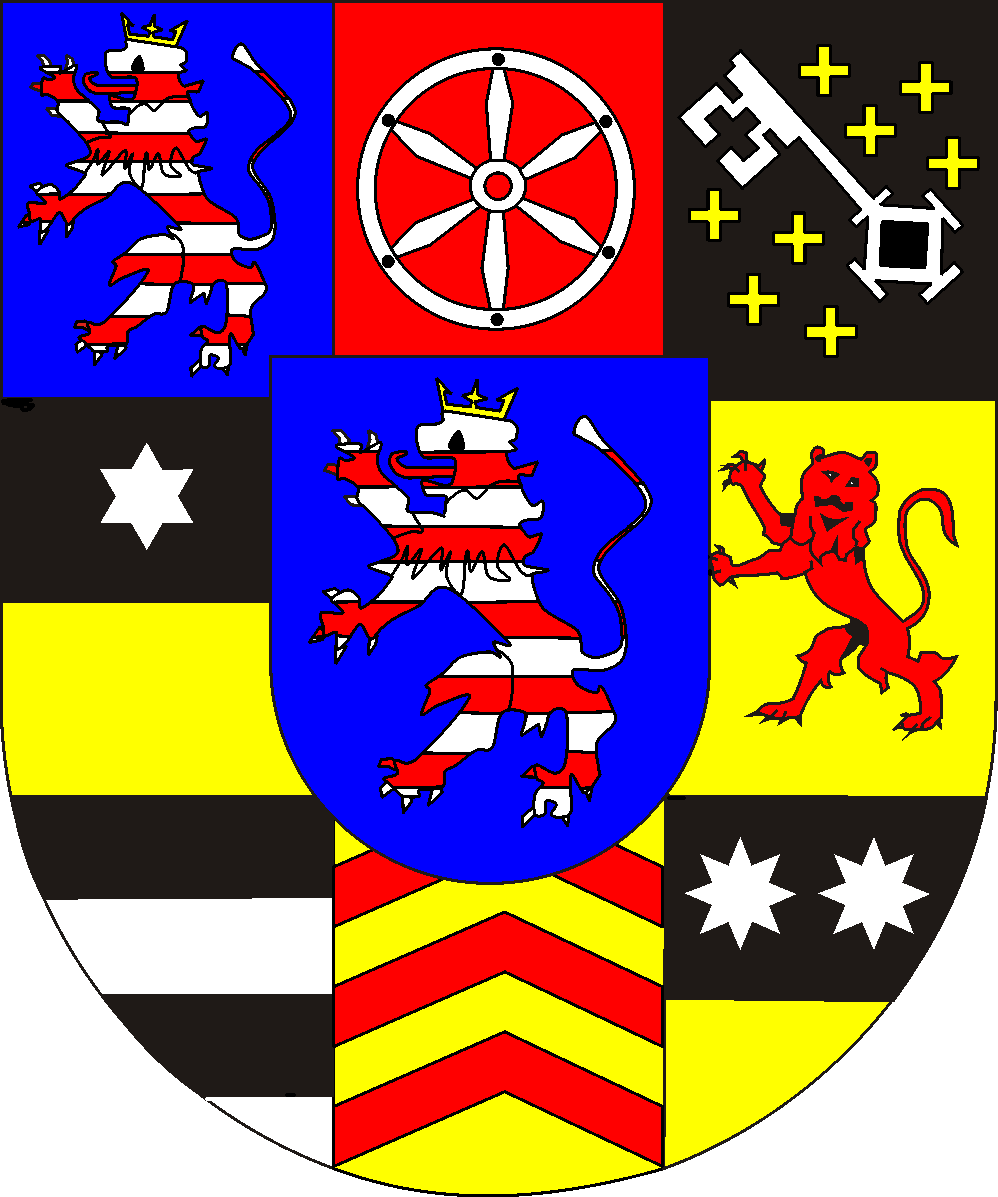
Hessen (1904)
keurvorstendom Mainz
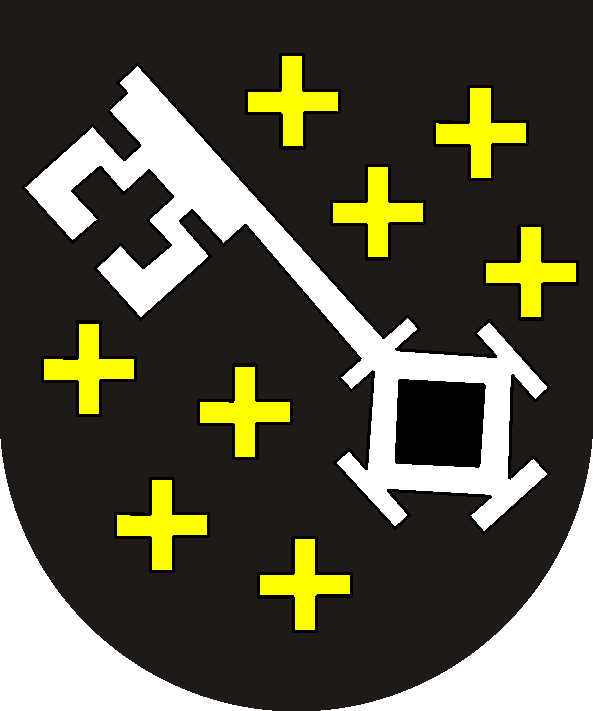
prinsbisdom Worms

In 1904 werd er toch weer een groot wapen vastgesteld. Dit wapen bevatte ook velden van de voormalige landen in Rijn-Hessen: het keurvorstendom Mainz en het prinsbisdom Worms. Verder werd er onderscheid gemaakt tussen een wapen voor het landgraafschap Hessen en een wapen voor het groothertogdom Hessen.

## Het wapen van Hessen na de uitroeping van de republiek
De volksstaat van 1918 Hessen voerde het oude Hessische wapen, nu echter zonder kroon en zwaard. Ook de bondsstaat Hessen die in 1945 werd gevormd uit twee Hessische provincies en een deel van de Pruisische provincie Hessen-Nassau voert het traditionele wapen.